# North Adams (Massachusetts)
North Adams es una ciudad ubicada en el condado de Berkshire en el estado estadounidense de Massachusetts. En el censo de 2010 tenía una población de 13.708 habitantes y una densidad poblacional de 256,76 personas por km².

## Geografía
North Adams se encuentra ubicada en las coordenadas 42°40′32″N 73°7′5″O / 42.67556, -73.11806. Según la Oficina del Censo de los Estados Unidos, North Adams tiene una superficie total de 53,39 km², de la cual 52,69 km² corresponden a tierra firme y (1,31%) 0,7 km² es agua.

## Demografía
Según el censo de 2010, había 13.708 personas residiendo en North Adams. La densidad de población era de 256,76 hab./km². De los 13.708 habitantes, North Adams estaba compuesto por el 92,97% blancos, el 2,26% eran afroamericanos, el 0,31% eran amerindios, el 0,73% eran asiáticos, el 0,06% eran isleños del Pacífico, el 1,11% eran de otras razas y el 2,56% pertenecían a dos o más razas. Del total de la población el 3,47% eran hispanos o latinos de cualquier raza.